# Alessone
Alessone (fl. III secolo a.C.) è stato un militare e mercenario greco antico.
Combatté come mercenario in Sicilia nel III secolo a.C.
Viene indicato da Polibio come importante attore nell'Assedio di Lilibeo in quanto rivela al comandante cartaginese Imilcone che altri comandanti di truppe mercenarie presenti in città stavano contrattando con i Romani la resa delle loro truppe. 
(Polibio, Storie, I, 43, BUR. Milano, 2001. trad.: M. Mari.)
Questa "delazione" permise ad Imilcone di resistere fino all'arrivo di aiuti da Cartagine e, in definitiva, di prolungare l'assedio fino alla fine della prima guerra punica nel 241 a.C.
I mecenari erano quasi certamente Galli in quanto Polibio stesso (I, 43) ci informa che in seguito questi, avendo ricusato i loro capi, furono comandati da Annibale, figlio di Annibale Giscone.
Polibio, nonostante ovunque nella sua opera presenti i mercenari sotto un'ottica negativa, con tutta probabilità, cita Alessone per la comune origine achea e perché persona degna di lode, fedele alla parola data. 
Non si sa esattamente in quale occasione questa delazione contro i mercenari dei Siracusani sia avvenuta. 
Polibio (II, 7) ricorda che oltre tremila mercenari Galli, poi trasferiti a Lilibeo, erano stati inizialmente mandati dai Cartaginesi a presidiare Agrigento e in questa occasione, con un pretesto, avevano dato inizio ad un saccheggio della città. (Sempre gli stessi Galli poi, alla fine della guerra furono imbarcati dai Romani, scacciati dall'Italia e, ridotti a circa ottocento, consegnarono la città epirota di Fenice agli Illiri della regina Teuta).
Per contro, si ipotizza che l'episodio sia avvenuto verso la fine del regno di Agatocle di Siracusa. In tal caso i mercenari dei Siracusani che erano sempre in guerra con i Cartaginesi, potrebbero rivelarsi essere i famosi Mamertini che, insediatisi a Messina avendo perduto il lavoro con la morte di Agatocle, finirono per scatenare le Guerre puniche. 
Questo episodio, però sarebbe avvenuto attorno al 289 - 288 a.C. Ne deriverebbe che all'assedio di Lilibeo, Alessone avesse già oltrepassato la sessantina.